# Horse (Film)
Horse ist ein Underground-Experimentalfilm von Andy Warhol. Er wurde im März 1965 in Warhols Studio The Factory im 16-mm-Format gedreht. Die Uraufführung fand am 28. August 1965 im Astor Place Playhouse durch die Film-makers’ Cooperative statt, die Premiere am 22. November 1965 in der Film-Makers’ Cinematheque (125 West 41st Street, Manhattan).

## Handlung
Der Schwarzweiß-Tonfilm zeigt in einer Länge von 105 Minuten (in der späteren Fassung 70 Minuten) ein Heu fressendes Pferd und mehrere Cowboys, die sich unterhalten, Poker spielen und sich verprügeln. Die Filmhandlung wird an mehreren Stellen durch Personen unterlaufen, die in das Blickfeld der Kamera treten.

## Hintergrund
Der Film ist eine Parodie auf die kommerziellen Western-Filme aus Hollywood. Er thematisiert die unterschwellige Homoerotik in diesem Genre, das in der Regel ohne Darstellerinnen auskommt und nur "harte Männer" zeigt. Damit gilt er als einer der ersten Anti-Western. Eine spätere Western-Parodie Warhols stellt der Film Lonesome Cowboys von 1968 dar.